# Philippe Ouedraogo
Philippe Ouedraogo (Diapaga, Alto Volta, 15 de julio de 1942-), ingeniero y líder político africano, excandidato presidencial a las elecciones de 2005. Estudió ingeniería en la Universidad de Uagadugú

## Carrera política
Lideró inicialmente el Partido por la Independencia Africana (PAI). Fue Ministro de Equipamiento y Telecomunicaciones en el primer gobierno de Thomas Sankara (1983-1984).
Representó a la Liga Patriótica para el Desarrollo (LIPAD), que era el frente de masas del PAI y mantuvo un papel importante en la política del país, hasta la ruptura de su colectividad con Sankara.
Se fue al Partido por la Democracia y el Socialismo (PDS), el cual, junto a Convergencia para la Democracia Social y la Unión de Fuerzas Progresistas, lo llevaron como candidato presidencial en elecciones de 2005, donde se colocó cuarto de los trece candidatos, recibiendo 47.146 sufragios, correspondientes al 2,28%.

## Historia electoral
- Elección presidencial de Burkina Faso (2005), para el período 2006-2011[3]

| Candidato                   | Partido | Votos     | %      | Resultado  |
| --------------------------- | ------- | --------- | ------ | ---------- |
| Blaise Compaoré             | CDP     | 1 660 148 | 80,35% | Presidente |
| Bénéwendé Stanislas Sankara | UNIR-MS | 100 816   | 4,88%  |            |
| Laurent Bado                | PAREN   | 53 743    | 2,60%  |            |
| Philippe Ouedraogo          | PDS     | 47 146    | 2,28%  |            |
| Ram Ouedraogo               | RDEB    | 42 061    | 2,04%  |            |
| Ali Lankoandé               | PDP-PS  | 35 949    | 1,74%  |            |
| Norbert Michel Tiendrébéogo | FFS     | 33 353    | 1,61%  |            |
| Soumane Touré               | PAI     | 23 266    | 1,13%  |            |
| Gilbert Bouda               | PBR     | 21 658    | 1,05%  |            |
| Pargui Emile Paré           | MPS-PF  | 17 998    | 0,87%  |            |
| Hermann Yaméogo             | UNDD    | 15 685    | 0,76%  |            |
| Tjube Clément Dakio         | UDD     | 7 741     | 0,37%  |            |
| Nayabtigungu Congo Kaboré   | MTP     | 6 706     | 0,32%  |            |